# Mianeh
Mianeh (persan : ميانه, signifiant « au milieu » ; azéri : میانا ou میانه ; aussi romanisé Meyaneh, Meyāneh, Miane, Miyāna ou Mīyaneh) est une ville iranienne et la capitale de la préfecture de Mianeh en Azerbaïdjan oriental. Le nom original de la ville est Miyanej, mais on la nomme souvent Garmrood.
Mianeh est l'une des plus anciennes villes de la région. Ses fondations datent de l'ère pré-islamique de l'Iran et de l'émergence du royaume mède. La ville a été un carrefour économique et culturel durant de nombreuses années.

## Histoire

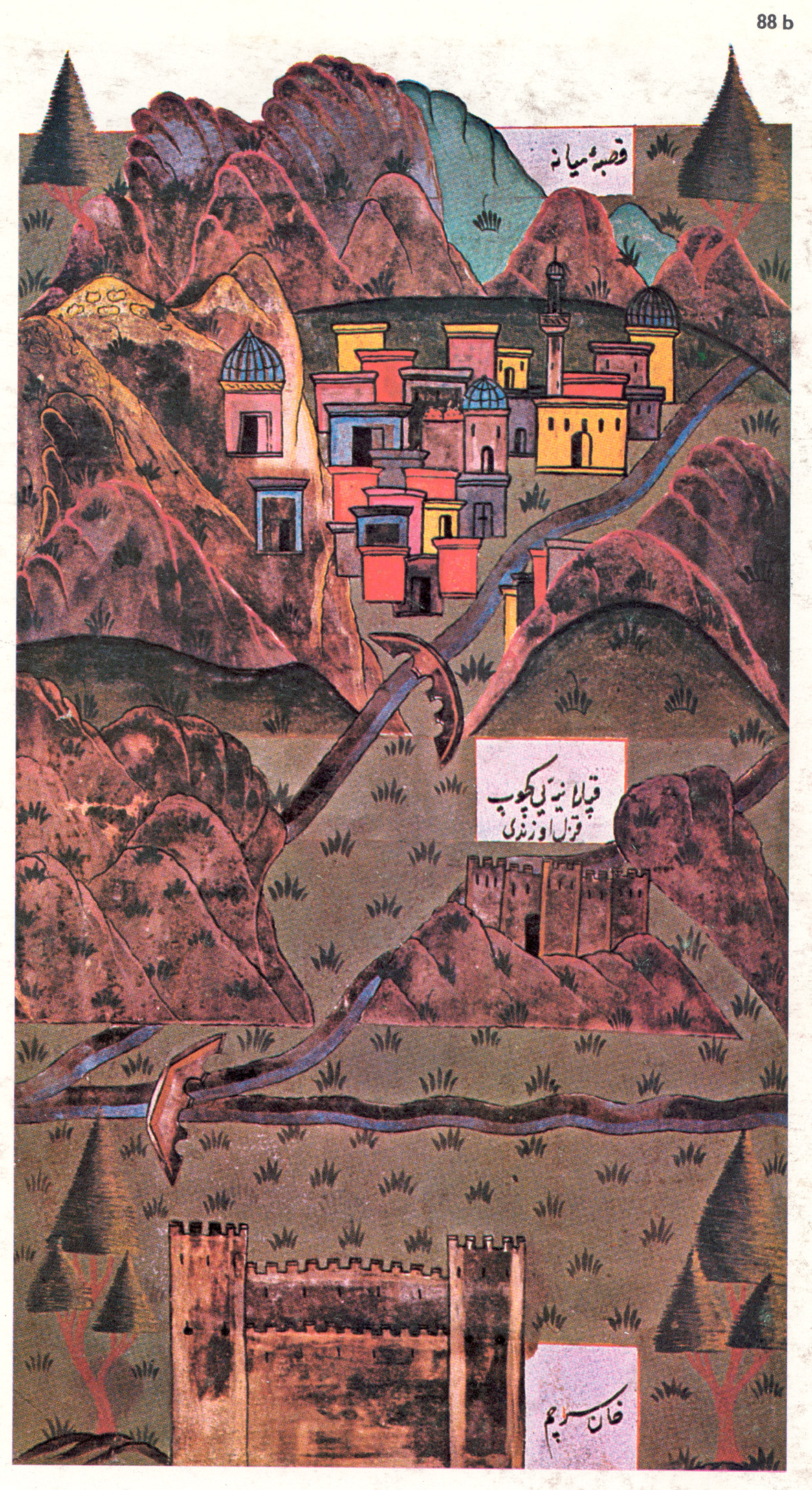
Plan de Mianeh au XVIe siècle

Durant l'Antiquité, Mianeh passe entre les mains de plusieurs dynasties et royaumes, comme les Mèdes, l'Empire achéménide et Atropatène. Ce fut le siège de la tribu des Sagartiens.
Avec la conquête musulmane de la Perse au VIIe siècle, les habitants mèdes sont convertis et la ville de Mianeh devient musulmane. Après l'arrivée des Turcs seldjoukides au XIe siècle la ville est « turquifiée » sur plusieurs siècles, et on y parle finalement le turc.

## Architecture et monuments
Une grande partie de l'architecture dans les environs de Mianeh a été construite durant le règne des Mongols (XIIIe – XIVe siècles), avant qu'ils ne détruisent la ville entière. Beaucoup des habitants de Mianeh combattent les Mongols lors de leur invasion du nord de l'Iran.

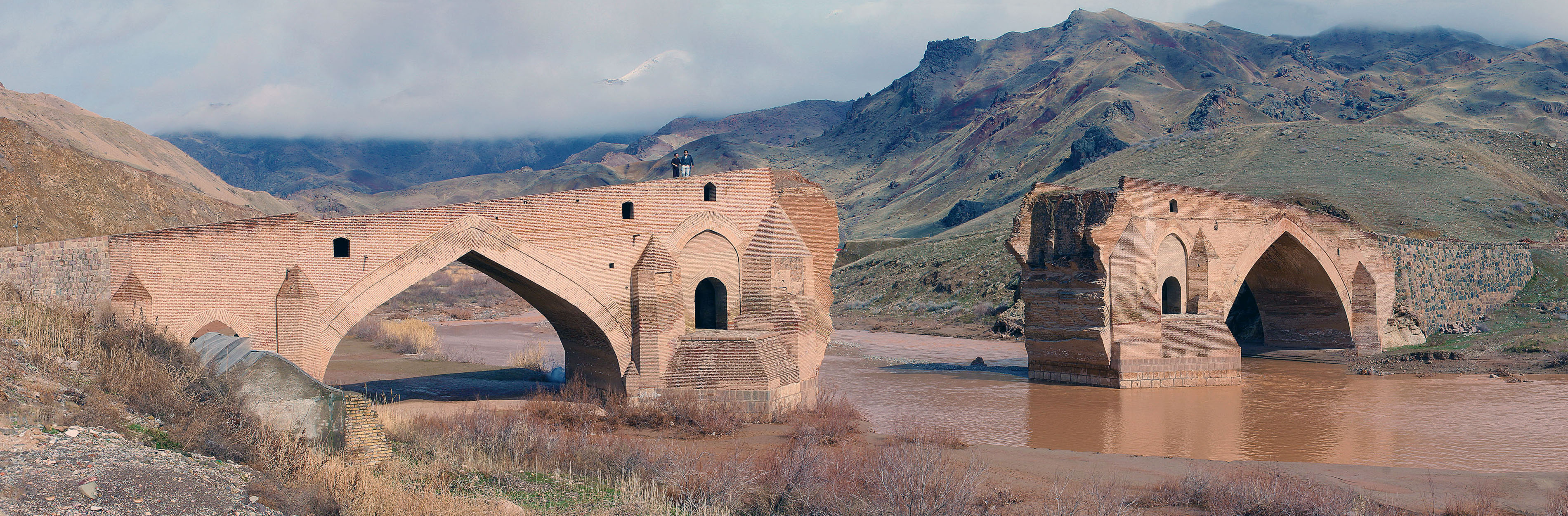
Pont du Kizil-Hauzen à Mianeh

Les monuments historiques de Mianeh incluent le tombeau d'Imamzadeh Esmail, le fort Maiden et la mosquée Tark Sangi. Un autre monument de Mianeh, le pont Dokhtar (persan : pol-e Dokhtar, « pont de la fille ») a été partiellement détruit en décembre 1946 par les séparatistes communistes du « Parti démocrate d'Azerbaïdjan » dans une vaine tentative pour stopper l'avancée de l'armée impériale iranienne.

## Géographie
Mianeh est à environ 439 km au nord-ouest de Téhéran et à environ 187 km au sud-est de la plus grande ville et capitale de l'Azerbaïdjan oriental, Tabriz.
Mianeh est située dans une vallée.

## Démographie
Mianeh est la troisième ville de l'Azerbaïdjan oriental, après Tabriz et Maragheh, et sa population est en constante augmentation.
Au recensement de 2006, sa population est de 87 385 habitants pour 22 728 familles.
Au recensement de 2012, sa population est de 106 738 habitants.

## Personnalités originaires de Mianeh
- Jafar Panahi, réalisateur (Le Cercle, Le Ballon blanc, Sang et Or)
- Dariush Eghbali et Davood Behboodi, chanteurs
- Behnam Mahmoudi, joueur de volleyball
- Yousef Karami, médaillé olympique de taekwondo aux Jeux olympiques d'été de 2004
- Ali Javanmardy, homme d'affaires